# Knowledge Modeling and Description Language
Die Knowledge Modeling and Description Language („Sprache für Wissensmodellierung und -beschreibung“, kurz KMDL) ist eine Methode zur Modellierung, Analyse und Bewertung wissensintensiver Geschäftsprozesse. Die KMDL gehört zu den Methoden des geschäftsprozessorientierten Wissensmanagements, welches die Aktivitäten des Wissensmanagements auf die Geschäftsprozesse fokussiert. Sie ermöglicht es neben den klassischen Geschäftsprozessen die Wissensflüsse und -transformationen systematisch zu erfassen und zu analysieren.

## Methode
KMDL ist eine semiformale und graphenbasierte Modellierungssprache und dient der Visualisierung, Analyse, Bewertung und Verbesserung von Wissenskonversionen in wissensintensiven Geschäftsprozessen. Die KMDL hat sich kontinuierlich von einer an die klassische Geschäftsprozessmodellierung angelehnten Sprache, angereichert um Wissenselemente, zu einer stärker formalisierten Modellierungssprache zur Beschreibung von Wissenskonversionen entwickelt. Obwohl die Semantik in einigen Teilen informal ist, besteht die Sprache aus einer eindeutig festgelegten Symbolmenge und einer vorgegebenen Syntax. Nachstehend ist der KMDL-Sprachstandard in der aktuellen Version 3.0 beschrieben.
Die Methode der KMDL umfasst derzeit
- das Konzept, welches das zu modellierende System abgrenzt,
- die Beschreibungssprache, welche den Modellumfang spezifiziert und
- das Vorgehensmodell, welches das Vorgehen bei der Modellierung, Analyse und Bewertung bestimmt.

Ziel der KMDL-Modellierung ist es neben dem Aufzeigen von ablauftechnischen Prozessverbesserungen, Wissensmanagementaktivitäten direkt am Ort der Wertschöpfung einzusetzen. Darüber hinaus bieten die erhobenen Wissenskonversionen unter anderem Anhaltspunkte zur Beurteilung der Unternehmenskultur z. B. bezüglich des gemeinsamen Wissensaustauschs, des Umfangs des im Prozessverlauf explizierten Wissens und der Nutzung bestehender Wissensmanagementsysteme.

## Beschreibungssprache
Die Beschreibungssprache definiert sich in zwei Perspektiven:
- Prozessperspektive (wissensintensiver Geschäftsprozess)
- Wissensperspektive (personengebundenes Wissen)

Beide Perspektiven enthalten jeweils mehrere Sichten. Neben der Prozesssicht als primäre Sicht der Prozessperspektive, gibt es noch die Organisationssicht (Rollen) und die Leistungserstellungssicht. Die Wissensperspektive wird primär über die Aktivitätssicht abgebildet und umfasst auch noch die Organisationssicht (Personen), die Kommunikationssicht und die Ontologiesicht.
Neben dem unterschiedlichen Blickwinkel unterscheiden sich bei Perspektiven insbesondere im Grad der Abstraktionsebene. Die Prozessperspektive bildet einen gesamten Prozess ab und ist somit eher aggregiert als die Wissensperspektive. Die Wissensperspektive bildet, zur näheren Betrachtung von Wissensflüssen und -umwandlungen, einzelne wissensintensive Aufgaben aus einem gesamten Prozess detailliert ab.

### Prozessperspektive

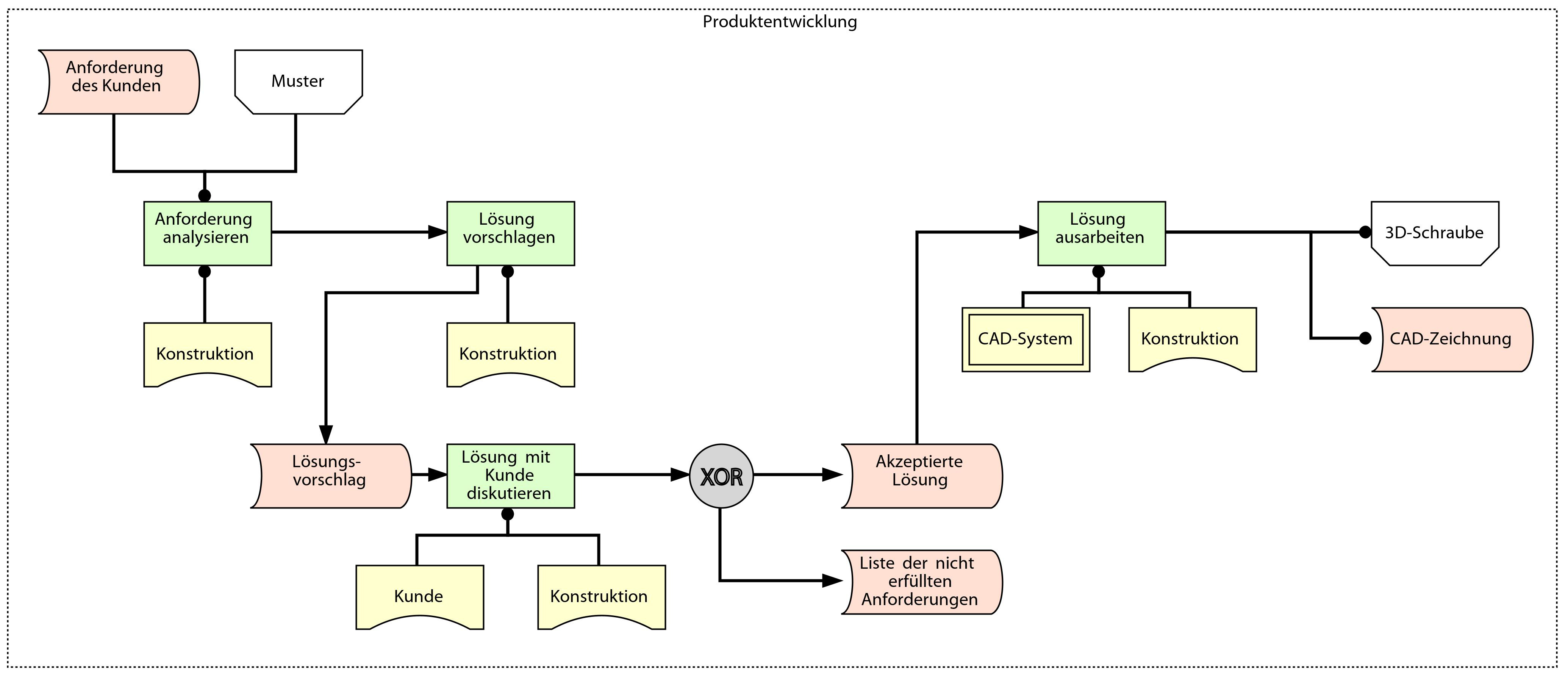
Beispielprozess einer Produktentwicklung mit Informationsobjekten in der KMDL 3.0

Die Prozesssicht beschreibt den relevanten betrieblichen Ablauf aus der Perspektive des Ablaufs von Tätigkeitsfolgen (Prozessschritten). Auf dieser Ebene ist erkennbar, welche Aufgaben nacheinander abgearbeitet werden müssen, und welche Alternativen existieren. Außerdem werden in der Prozesssicht den Aufgaben die Ressourcen zugeordnet, die zur Bearbeitung der Aufgabe genutzt werden. Die verwendeten Objekte orientieren sich an etablierten Sprachen zur Geschäftsprozessmodellierung. Adaptiert wird das Konzept der Rolle aus dem Workflow-Management (im Workflow-Management fassen Rollen über die Beziehung "hat Rolle" Personen zusammen, die in einer bestimmten Menge von Charakteristika übereinstimmen. Dabei kann es sich sowohl um bestimmte Qualifikationen (z. B. "kann Programm X bedienen") als auch bestimmte Kompetenzen (z. B. "besitzt Prokura") handeln.) und der Softwareentwicklung. Modelliert wird damit, welche Rollen die Aufgaben ausführen und welche Informationssysteme verwendet werden. Die Prozesssicht berücksichtigte ursprünglich nur die organisatorische und operationale Sicht. Mit KMDL 3.0 wurde die von Nonaka übernommene Konversion als Umwandlung expliziten Wissens in neues explizites Wissen durch Darstellung von Informationsobjekten auch auf die Prozessperspektive verlagert, da dies in den meisten klassischen Methoden zur Geschäftsprozessmodellierung genauso durchgeführt wird.
Die rollenbezogene Organisationssicht beschreibt den hierarchischen Aufbau der Organisation.
Die Leistungserstellungssicht beschreibt den Ablauf zur Erstellung von physischen Produkten in einer Organisation.

### Wissensperspektive

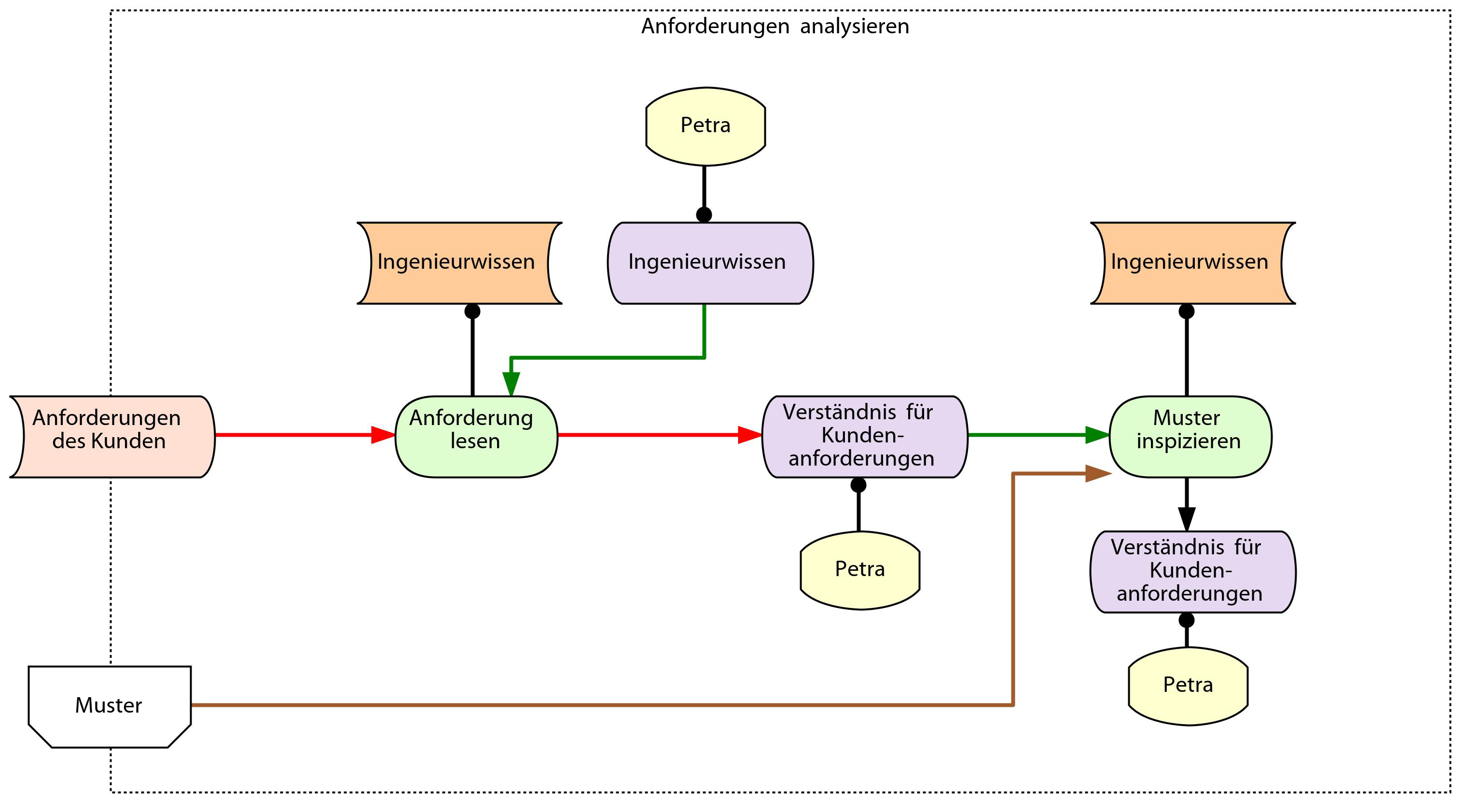
Wissensumwandlungen bei der Analyse von Anforderungen in der KMDL 3.0

Die Aktivitätssicht bildet den Kern der KMDL 3.0 und erlaubt eine detaillierte Beschreibung der ablaufenden Wissensumwandlungen bei der Aufgabenerfüllung. Die KMDL-Aktivitätssicht beschreibt damit die Wissenskonversionen auf einer granularen Ebene. Aufgrund des Modellierungsaufwandes wird in der Regel nur für wissensintensive Aufgaben eine Modellierung der Aktivitätssicht vorgenommen. In der Aktivitätssicht ist der äußere Rahmen die näher zu betrachtende Aufgabe aus der Prozesssicht. Die Aufgabe besteht aus einer Reihe von Aktivitäten, den sogenannten Konversionen (Umwandlung von Wissen).
Die personenbezogene Organisationssicht beschreibt (im Gegensatz zur rollenbezogenen Organisationssicht) die existierenden Träger des personengebundenen Wissens. Diese Träger repräsentieren reale Personen oder im Falle eines Sollmodels ideale Personen in der Organisation.
Die Kommunikationssicht beschreibt den Ablauf der Kommunikation innerhalb der betrachteten Organisation. In dieser Ebene ist zu erkennen, wie die Kommunikation in der Organisation verläuft, wo die Schwerpunkte und wo die Defizite in der Kommunikation liegen. Sämtliche verwendete Objekte orientieren sich am Sprachstandard KMDL.

## Wissens- und Informationsobjekte

### Wissensobjekte (violett)
Wissensobjekte stellen Wissen von Personen oder Team in einem Wissensgebiet dar. Dabei wird oft folgendes abgebildet: Kompetenzen, Fähigkeiten, Erfahrung, Einstellungen und Verhalten einer Person. Es gibt dabei unterschiedliche Ausprägung von Wissen: fachlich, methodisch, soziale Fähigkeiten und Handlungsfähigkeiten. Wissensobjekte sind dementsprechend personengebunden.

### Informationsobjekte (hellrot)
Informationsobjekte sind explizite Darstellungen von Wissen. Das Wissen existiert in z. B. in Form: eines Textes, Zeichnung, Diagrammes oder auch in elektronischer Form z. B. als: Datenbank, Audiodatei, Videodatei, elektronisches Dokument oder Tabelle. Informationsobjekte sind unabhängig von Personen.

## Formen der Wissensumwandlung
In einem KMDL-Model spielt die Umwandlung von Wissen eine wichtige Rolle. Dabei werden unterschiedliche Umwandlungen berücksichtigt und als bunter Pfeil dargestellt. Grundlage dafür ist  das SECI-Modell von Ikujiro Nonaka und Hirotaka Takeuchi.

### Sozialisation (grün)
Weitergabe personenbezogenem stillschweigendem Wissen von Person zu Person. Dabei wird Wissen oft durch die mehrfache informelle Weitergabe verfälscht.

### Externalisierung (blau)
Umwandlung von personenbezogenem stillschweigendem Wissen (Wissensobjekt) in personenunabhängiges Wissen (Informationsobjekt).

### Internalisierung (rot)
Umwandlung von Information in stillschweigendes Wissen, wie z. B. das Lesen eines Buches.

### Unbestimmte Konversion (schwarz)
Entstehungswege und Zuordnung ist bei der Konversion nicht mehr eindeutig nachvollziehbar.

### Interpretierende Extraktion (braun)
Wissen wird aus einem physischen Objekt entnommen (ab KMDL 3.0).

## Vorgehensmodell
Das Vorgehensmodell unterteilt sich in 5 Phasen:
- Phase 1: Projektinitialisierung
- Phase 2: Aufnahme der Prozessperspektive (iterative Durchführung der Teilschritte)
  - Prozessaufnahme
  - Nacherfassung und Modellierung
  - Modellvalidierung durch Beteiligte
- Phase 3: Identifikation wissensintensiver Aufgaben
- Phase 4: Aufnahme der Wissensperspektive (iterative Durchführung der Teilschritte)
  - Aufnahme der wissensintensiven Aufgaben
  - Nacherfassung und Modellierung
  - Modellvalidierung durch Beteiligte
- Phase 5: Analyse und Auswertung
  - Identifizieren und Validieren
  - Ableitung von Verbesserungsvorschlägen
  - Klassifikation und Bewertung
  - Evaluation der Verbesserungspotentiale

Die Partizipation des Projektpartners ist dabei ein unabdingbares Element des KMDL-Vorgehensmodells.

## Werkzeuge
Für die Modellierung von KMDL-konformen Prozessen steht der sogenannte Modelangelo zur Verfügung. Dies führt dazu, dass verschiedene Perspektiven auf den jeweiligen Prozess ermöglicht, die syntaktische Korrektheit der Modelle überprüft, Verbesserungspotenziale in Prozessen über vordefinierte Muster identifiziert sowie Auswertungen erzeugt werden. Dieses Werkzeug basiert auf dem Eclipse-Framework sowie GMF. Mit Hilfe des Modelangelo ist es dem Nutzer möglich die einzelnen Perspektiven und dazugehörigen Sichten der KMDL zu modellieren und zu verifizieren.

## Erweiterungen
Eine Erweiterung der KMDL ist die Neuronal Modeling and Description Language („Sprache für neuronale Modellierung und Beschreibung“, kurz NMDL), die das Design von Lernaufgaben für künstliche neuronale Netze effizient, transparent und wiederverwendbar gestaltet, indem neuronale Lernprozesse modelliert und mit wissensintensiven Geschäftsprozessen verknüpft werden können.